# 齋藤利勝
齋藤 利勝（さいとう としかつ、1968年 -　）は、日本のアニメプロデューサー、映画プロデューサー、作家。プロフェッショナル顧問®、一般社団法人プロフェッショナル顧問®協会（理事長）、株式会社STeam（代表取締役）、ビジネスブレークスルー大学院大学特別講師。

## 経歴
新卒で株式会社リクルートを経て、ソニー株式会社の映画・音楽・ゲーム子会社を経て2011年に独立。これまで楽天株式会社のアドバイザーを皮切りに、160社以上の企業の顧問、アドバイザー、社外取締役等を務める。2018年集英社より、顧問に関するはじめての書籍「あなたのキャリアをお金に変える 顧問としての新しい働き方」を刊行。その他、一般社団法人プロフェッショナル顧問®協会の理事長、株式会社STeamの代表取締役を務める傍ら、アニメや映画のプロデューサー、大学院講師などマルチに活躍している。

## 人物
プロフェッショナル顧問®は、企業が持つ課題に対してプロの業務請負人として、アサインされたメンバーと同じ視点でハンズオンを基本にそのソリューションを行います。プロフェッショナル顧問®は2015年に本人が提唱し商標登録もされている。

## 経歴

### 作家歴
2018年
- あなたのキャリアをお金に変える　顧問という新しい働き方　（集英社刊）

### 特別講師歴
2019年
- ビジネスブレークスルー大学院大学　特別講座「50歳からの働き方・稼ぎ方」

### アニメ・映画プロデューサー歴
2019年
- いなくなれ、群青（映画プロデューサー）
- 任侠学園（映画プロデューサー）
- ガーリー・エアフォース（アニメプロデューサー）
- アサシンズプライド（アニメプロデューサー）
- 戦×恋（アニメプロデューサー）

2020年
- 宝石商リチャード氏の謎鑑定（プロデューサー）
- ステップ（映画プロデューサー）
- 球詠（アニメプロデューサー）